# Judasziege
Unter einer Judasziege versteht man eine mit einem Peilsender ausgestattete Ziege, die zum Aufspüren verwilderter Ziegen verwendet wird. Durch eine auffällige Farbmarkierung am Fell und den Hörnern des Tieres kann dieses von den anderen Tieren unterschieden werden. Die Bezeichnung ist angelehnt an den Apostel Judas Iskariot, der Jesus von Nazaret verraten hat.

## Herkunft
Auf mehreren der Galapagos-Inseln wurden durch Übersiedler auch Ziegen eingeführt. Diese sind teilweise verwildert und haben sich durch fehlende Fressfeinde massenhaft vermehrt. Es ist von bis zu 400.000 wilden Ziegen die Rede, die durch massiven Pflanzenfraß die Lebensgrundlage der nativen, endemischen und schützenswerten Pflanzenfresser zerstören. Im Rahmen von Naturschutzmaßnahmen wurden diese Ziegen zunächst vom Hubschrauber aus abgeschossen. Dies war allerdings nur effektiv, solange es ganze Ziegenherden gab. Einzelne überlebende Tiere, die sich ins Unterholz zurückzogen und so gegen die Sicht von oben geschützt waren, konnten nicht erlegt werden.
Da das teils unwegsame Gelände ein Aufstöbern zur Bejagung vom Boden stark behinderte, wurden mit Peilsendern versehene Ziegen ausgesetzt. Eine auffällige Farbmarkierung dieser Tiere verhindert eine Verwechslung mit den zu jagenden Ziegen. Die markierten Ziegen suchen die Gesellschaft ihrer frei lebenden Artgenossen und verraten deren Aufenthaltsort. Die verwilderten Ziegen können dann von Jägern erlegt werden. Die Judasziegen suchen dann weitere Artgenossen und beginnen erneut ihr unbeabsichtigtes, verräterisches Werk.
Ähnlich verfährt man auf Tasmanien mit Füchsen, die ebenfalls dort kein natürliches Vorkommen hatten und deren Überhandnehmen eine Bedrohung der einheimischen Beuteltiere darstellt. Hier spricht man von Judasfüchsen.
Nach anderen Quellen sind Judasziegen solche, die von Hirten als Anführer einer Herde eingesetzt werden, damit sie diese in den Schlachthof führen. Die Judasziege wird dagegen mit der Freiheit belohnt und kann die nächste Herde in den Tod führen.